# Nintendo-SM
Nintendo-SM är svenska mästerskapen i Nintendo-spel, dessa anordnades årligen från 2000 av Club Nintendo fram till 2006 och det att Club Nintendo lades ner i samband med att Nintendo Wii kom ut på marknaden.
I november 2012 återuppstod dock Nintendo-SM igen efter flera års uppehåll. Denna gång hölls tävlingen på spelmässan Gamex i Stockholm.

## Upplagor
Den första tävlingen hölls 1992, och hade final i Blå hallen i Stockholm den 12 december det året. Deltävlingarna pågick under ett år i 50 städer i Sverige med någonstans mellan 3 000 och 6 000 deltagare. Vinnaren från varje stad vann en Super Nintendo-konsol, spelet Super Mario World och en finalplats till Blå hallen (50 finalister). Super Nintendo-spelen som användes i tävlingen var: Super Mario World, F-Zero och Pilotwings. Vinnare blev, Laurent Kollberg (numera Laurence Kollberg), som vann en weekendresa för hela familjen till Euro Disney i Paris.

## Vinnare
- 1992: Laurent Kollberg
- 2000: Jan-Erik Spångberg
- 2001: Tobias Öien[3]
- 2002: Mark Gaines[4]
- 2003: David Boström[5]
- 2004: Joakim Akterhall[6]
- 2005: Winston Spångberg[7]
- 2006: Joakim Akterhall[8]
- 2012: Joakim Akterhall[9]